# Saint-François-de-Sales
Saint-François-de-Sales este o comună în departamentul Savoie din sud-estul Franței. În 2009 avea o populație de 138 de locuitori.

## Evoluția populației
| An        | 1975 | 1982 | 1990 | 1999 | 2006 | 2009 |
| --------- | ---- | ---- | ---- | ---- | ---- | ---- |
| Populație | 123  | 106  | 96   | 124  | 137  | 138  |